# カザカレンダ
カザカレンダ（イタリア語: Casacalenda）は、イタリア共和国モリーゼ州カンポバッソ県にある、人口約2,000人の基礎自治体（コムーネ）。

## 地理

### 位置・広がり

#### 隣接コムーネ
隣接するコムーネは以下の通り。
- ボネフロ
- グアルディアルフィエーラ
- ラリーノ
- ルパーラ
- モントーリオ・ネイ・フレンターニ
- モッローネ・デル・サンニオ
- プロッヴィデンティ
- リパボットーニ